# Ray Crawford
Ray Crawford fou un pilot estatunidenc de curses automobilístiques nascut el 26 d'octubre del 1915 a Roswell (Nou Mèxic).
Crawford va córrer a la Champ Car a les temporades 1954-1959 incloent-hi la cursa de les 500 milles d'Indianapolis dels anys 1955-1956 i 1959.
Ray Crawford va morir l'1 de febrer del 1996 a Los Angeles, Califòrnia.

## Resultats a la Indy 500
| Any    | Cotxe  | Sortida | Vel. mitja | Ranking | Final  | Voltes | V. líder | Retirat  |
| ------ | ------ | ------- | ---------- | ------- | ------ | ------ | -------- | -------- |
| 1955   | 49     | 23      | 139.206    | 20      | 23     | 111    | 0        | Valvules |
| 1956   | 49     | 17      | 140.884    | 29      | 29     | 49     | 0        | Accident |
| 1959   | 49     | 32      | 141.348    | 32      | 23     | 115    | 0        | Accident |
| Totals | Totals | Totals  | Totals     | Totals  | Totals | 275    | 0        |          |

| Curses       | 3 |
| Poles        | 0 |
| Voltes líder | 0 |
| Victòries    | 0 |
| Top 5        | 0 |
| Top 10       | 0 |
| Retirades    | 3 |

## A la F1
El Gran Premi d'Indianapolis 500 va formar part del calendari del campionat del món de la Fórmula 1 entre les temporades 1950 a la 1960.
Els pilots que competien a la Indy durant aquests anys també eren comptabilitats pel campionat de la F1.
Ray Crawford va participar en 3 curses de F1, debutant al Gran Premi d'Indianapolis 500 del 1955.

### Palmarès a la F1
- Participacions: 3
- Poles: 0
- Voltes Ràpides: 0
- Victòries: 0
- Pòdiums: 0
- Punts vàlids per la F1: 0